# Leslie Coutterand
Leslie Coutterand (ur. 20 października 1984 w Chamonix) – francuska aktorka, modelka i reżyser.

## Filmografia

### Filmy
| Rok  | Tytuł                                      | Rola     | Uwagi       |
| ---- | ------------------------------------------ | -------- | ----------- |
| 2011 | Dog Tag Runners                            | Alice    | krótkometr. |
| 2012 | Her Name Is Crazy                          | Crazy    | krótkometr. |
| 2014 | Inner Demons                               | Leslie   |             |
| 2015 | Larry Gaye: Renegade Male Flight Attendant | Isabella |             |
| 2015 | Orpheus                                    | Eurydyka | krótkometr. |
| 2015 | This Is Not Pretty Woman                   | Anne     | krótkometr. |
| 2016 | Dehors, tu vas avoir si froid              |          |             |
| 2017 | 1 Buck                                     |          |             |
| 2020 | Burning Dog                                | Sarah    |             |

### Telewizja
| Rok     | Tytuł              | Rola        | Uwagi    |
| ------- | ------------------ | ----------- | -------- |
| 2007-09 | Déjà vu            | Alexandra   | gł. rola |
| 2008    | Cellule identité   | sekretarka  | 1 odc.   |
| 2008    | Nos années pension | Lucie       | 1 odc.   |
| 2010    | Un mari de trop    | Pigiste n°1 | film TV  |
| 2011-13 | Julie Lescaut      | Mado        | 8 odc.   |
| 2014    | Next Time on Lonny | Emily       | 1 odc.   |